# Franz Karl Barth
Franz Karl Barth (* 19. Dezember 1889 in Neudingen; † 18. März 1932 in Donaueschingen) war ein deutscher Historiker und Archivar.

## Leben und Wirken
Nach dem Besuch des Gymnasiums in Donaueschingen (seit 1911 arbeitete er bereits im Verwaltungsdienst des Fürsten von Fürstenberg) und der Ablegung der Abiturprüfung 1919 studierte Barth Geschichte an der Universität Freiburg/Br. und promovierte dort 1925. Während seines Studiums betreute er die fürstlichen Sammlungen in Donaueschingen. Von 1925 bis zu seinem sehr frühen Tod leitete er das Fürstlich Fürstenbergische Archiv.
In seinen Veröffentlichungen beschäftigte sich Barth vor allem mit den Territorien des Hauses Fürstenberg in der frühen Neuzeit.

## Schriften
- Die Verwaltungsorganisation der Gräflich Fürstenbergischen Territorien vom Anfange des 15. bis in die Hälfte des 16. Jahrhunderts. In: Schriften des Vereins für Geschichte und Naturgeschichte der Baar und der Angrenzenden Landesteile in Donaueschingen, Bd. 16 (1926), S. 48–176 (Dissertation Universität Freiburg).
- Heiligenberg (Bodensee), klimatischer Kurort. 2. Aufl. Feyel, Überlingen 1920.
- Bibliographie der Baar. In: Badische Heimat, Bd. 8 (1921), S. 170–174.
- Das Münzwesen in der Grafschaft Fürstenberg (Landgrafschaft Baar) und in der Herrschaft Kinzigtal um das Jahr 1500. In: Die Ortenau, Jg. 1925, S. 113–122.
- Der baaremer Bauer im letzten Jahrhundert vor der Mediatisierung des Fürstentums Fürstenberg 1700–1806. In: Schriften des vereins für Geschichte und Naturgeschichte der Baar und der Angrenzenden Landesteile in Donaueschingen, Bd. 17 (1928), S. 13–98.
- Der Bairisch-Pfälzische Erbfolgekrieg im Fürstenbergischen und in der Ortenau 1504. In: Die Ortenau, Jg. 1931, S. 8–39.
- Die Juden in der Baar. In: Die Heimat. Blätter für Baar und Schwarzwald, Nr. 12 (1932), S. 7–9 (PDF).
- Kipper- und Wipperzeit in Schwaben (mit besonderer Berücksichtigung der Fürstenbergischen Länder). In: Mitteilungen der Bayerischen Numismatischen Gesellschaft, Jg. 50 (1932), S. 7–25.
- Baar, Schwarzwald und Oberrhein während des zweiten Raubkrieges Ludwigs XIV. In: Schau-ins-Land, Jg. 1937, S. 37–77 u. 155–194.